# MD4
MD4 – извлечение на съобщение (англ. Message Digest 4) е хешфункция, разработена от криптографа Роналд Ривест към MIT през 1990 г. Резултатът на функцията е 128-битови извлечения. През 1996 г. е открита атака на съвпаденията, а по-късно и някои други слабости, които водят до създаването на MD5.

## Начин на действие
За всеки блок от 512 бита алгоритъмът създава 128-битова контролна сума. Функцията се изпълнява три пъти, като всеки път се използва различна нелинейна булева функция.
Например прилагането на MD4 към думата Wikipedia ще върне следния резултат: e2a059b14fc07a3c78c7b74027a323ec.